# Prospega
Die prospega GmbH ist ein Unternehmen, das Dienstleistungen im Bereich der Briefzustellung, der bundesweiten Prospektverteilung und dem lokalen Direktmarketing anbietet. Das Unternehmen hat seinen Sitz in Nüdlingen in Bayern.

## Geschichte
Im Oktober 1989 wurde die „prospega GmbH“ von Peter Umkehr und Stefan Ebner in Bad Kissingen gegründet. Damals noch unter dem Namen „Peter Umkehr GmbH“. Die ersten Geschäftsräume bestanden aus einem 70 m² großen Büro und einer Doppelgarage, die als Lagerhalle genutzt wurde. Die erste Geschäftstätigkeit erschreckte sich auf Unterfranken.
Zwei Jahre später wurde das Zustellgebiet um die Region Südthüringen erweitert. In Meiningen wurde eine Zweigstelle errichtet. 1992 wurde die Firma nach Nüdlingen verlegt und 1999 die Meininger Niederlassung in die „Impuls Direktwerbung GmbH“ umgewandelt. Diese verlegte die Büro- und Lagerräume nach Untermaßfeld und organisiert von dort die Zustellungen in Südthüringen und im Landkreis Coburg. 2002 beteiligte sich mit der WAZ-Gruppe einer der bedeutendsten Verlage Deutschlands an der „Peter Umkehr GmbH“.
Die ehemalige „Peter Umkehr GmbH“ wurde am 1. Januar 2009 in „prospega GmbH“ umfirmiert. Mit der Neufirmierung wurde der Wandel zu einer Mediaagentur für lokale Medien mit dem Bezug Deutschland und Europa vollzogen.
2011 wird ein Gemeinschaftsunternehmen der Agentur für Direktwerbung prospega GmbH und der Mediengruppe Oberfranken Anzeigenblattverlage GmbH & Co. KG gegründet: Die Wochenzeitung Coburg GmbH. die prospgea GmbH hält dabei einen Anteil von 50 %.
Im Jahr 2012 übernahm prospega gemeinsam mit der Mediengruppe Oberfranken die VdB Verteildienst Bayern GmbH und mit ihr 1.500 zusätzliche Ortsverteiler für Prospekte, Handzettel, Kataloge und Anzeigenblätter in Franken und Teilen der Oberpfalz.
Von 2013 an bis 2020 wurde durch die prospega und die Aktuelle Verbraucher Post das Anzeigenblatt „AVP am Wochenende“ verteilt.
2016 wurde BlickLokal erstmals aufgelegt und ist bis heute in Bayern und Baden-Württemberg in der Gegend rund um Wertheim, Buchen, Tauberbischofsheim und Bad Mergentheim und seit 2017 auch im Bereich Feuchtwangen und Dinkelsbühl.  Ebenfalls erfolgte der Kauf der Frankenwerbung Plachetka.
2017 wurde die prospega GmbH Gesellschafter der Amedia Informations-GmbH.

## Auszeichnungen und Nominierungen
- TÜV-Prüfverfahren des TÜV Rheinland für „konsequente Kundenorientierung“ im Jahr 2007 (Zertifikat ID 21358).
- Nominierung für „Großer Preis des Mittelstandes“ in Bayern 2020[15]
- Gütesiegel WQS Bewertung „sehr gut“ für das Jahr 2021[16]